# Afrodite (film)
Afrodite è un film del 2025 diretto da Stefano Lorenzi. La sceneggiatura è scritta dallo stesso Lorenzi e da Alessandro Nicolò.

## Trama
Ludovica, sommozzatrice professionista, è costretta a lavorare per la criminalità organizzata a causa dei debiti accumulati dal suo ex compagno. Insieme a Sabrina, è incaricata di recuperare un misterioso carico da una nave sommersa, il cui nome richiama la dea greca Afrodite.
Le due donne vengono confinate in un rifugio costiero isolato, dove vivono sotto il controllo di Rocco, un uomo della malavita incaricato di sorvegliarle. La convivenza forzata innesca una profonda trasformazione psicologica e relazionale, portando le protagoniste ad affrontare traumi, abusi e a costruire un legame di solidarietà.

## Produzione
Le riprese si sono svolte interamente tra luglio e agosto del 2023 in Sicilia, tra le Saline di Trapani e Paceco, l'isola di Levanzo e l'isola Formica. Il film presenta oltre 35 minuti di sequenze subacquee, realizzate grazie a un team tecnico specializzato. Le due attrici principali hanno ottenuto un brevetto da sub per girare personalmente le scene in immersione.
Il film è stato prodotto da Rai Cinema e Dakota Film Lab.

## Distribuzione
Afrodite è stato presentato in anteprima al Bari International Film Festival del 2025 in competizione nella sezione internazionale Meridiana e distribuito nelle sale da Altre Storie dal 31 luglio 2025.